# Marcin Korolec

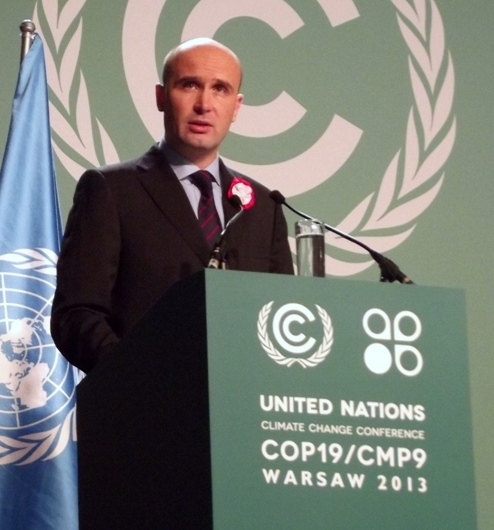
Marcin Korolec (2013)

Marcin Korolec (anhörenⓘ) (* 24. Dezember 1968 in Warschau) ist ein polnischer Politiker. Von November 2011 bis November 2013 war er Umweltminister im Kabinett von Donald Tusk.
Marcin Korolec ist Absolvent der Universität Warschau, wo er an den Fachbereichen für Geschichte sowie Recht und Verwaltung studierte.
Vom Juni 1993 bis zum Dezember des folgenden Jahres arbeitete er als Rechtsanwalt in einer Kanzlei. 2005 war er für vier Monate am Außenministerium als Anwalt für Vertragsrecht.
1996 schloss er sein Studium an der École nationale d’administration (Nationale Verwaltungshochschule) in Paris ab. Vom Juni 1997 bis zum März 1998 arbeitete er erneut in einer Rechtsanwaltskanzlei. Im März 1998 wurde Korolec Assistent und 1999 Berater von Jan Kułakowski, der Bevollmächtigter der polnischen Regierung für die Verhandlungen zum EU-Beitritt war. 2001 wechselte er als Berater im Amt für europäischen Integration des polnischen Außenministeriums unter Danuta Hübner, was er bis 2004 blieb. Anschließend war Marcin Korolec vom Oktober 2004 bis November 2005 Mitglied der Organisation Euroidea, welche er hinsichtlich EU-Fördermittel beriet.
Am 23. November 2005 wurde er Unterstaatssekretär im Wirtschaftsministerium in der Regierung von Jarosław Kaczyński. Dies blieb er auch unter der folgenden Regierung unter Donald Tusk. Dabei wurde er 2010 Mitglied des Nationalen Rates für Umweltschutz und Wasserwirtschaft. Im April 2011 wurde er der polnische Vertreter in der Internationalen Organisation für Erneuerbare Energien (IRENA). 2011 wurde er Mitglied des EU-Rats für Gaswirtschaft zwischen der EU und Russland.
Am 18. November 2011 wurde er Umweltminister, als Nachfolger von Andrzej Kraszewski in der zweiten Amtszeit Donald Tusks.
Mit Beginn der UN-Klimakonferenz in Warschau (COP 19) übernahm er am 11. November 2013 die Präsidentschaft für den UNFCCC-Gipfel übernehmen. Am 27. November 2013 wurde er im Rahmen einer Kabinettsumbildung als Umweltminister entlassen.
Marcin Korolec ist verheiratet und hat vier Kinder.